# Želivsko
Želivsko település Csehországban, a Svitavyi járásban. Želivsko Rudná, Deštná, Brněnec, Horní Smržov és Slatina településekkel határos. Lakosainak száma 36 fő (2024. január 1.).

## Népesség
A település lakosságának változását az alábbi diagram mutatja:
| Lakosok száma | 240  | 280  | 274  | 162  | 83   | 50   | 32   | 43   | 39   | 36   |
|               | 1869 | 1890 | 1921 | 1950 | 1980 | 2001 | 2017 | 2019 | 2022 | 2024 |